# (400210) 2007 BN58
(400210) 2007 BN58 es un asteroide perteneciente al cinturón de asteroides, descubierto el 10 de enero de 2007 por el equipo del Mount Lemmon Survey desde el Observatorio del Monte Lemmon, Arizona, Estados Unidos.

## Designación y nombre
Designado provisionalmente como 2007 BN58.

## Características orbitales
2007 BN58 está situado a una distancia media del Sol de 3,151 ua, pudiendo alejarse hasta 3,524 ua y acercarse hasta 2,777 ua. Su excentricidad es 0,118 y la inclinación orbital 15,15 grados. Emplea 2043,02 días en completar una órbita alrededor del Sol.

## Características físicas
La magnitud absoluta de 2007 BN58 es 15,7.